# Испано Барон
Испано Барон (шп. Hispano Baron) је једноседи шпански ловачки авион који је производила фирма Испано (шп. Hispano). Први лет авиона је извршен 1919. године. 

## Пројектовање и развој
Новоосновани концерн Хиспано направио је прототип ловца једноседа за учествовање на конкурсу који је расписало Рартно ваздухопловство Шаније (АМЕ). Авион је конструисао Eduardo Barron, који је 1917. године учествовао у изградњи ловца СПАД С.VII за потребе АМЕ. Ловац је према произвођачу и пројектанту добио назив Hispano Barron. То је био класични двокрилац тога времена са једним отвореним кокпитом, доњим крилом које је по димензијама нешто мање од горњег, дрвене конструкције с облогом од тканине и покретан осмоцилиндричним водом хлађеним мотором Хиспано-Суиза 8Аа од 180 КС. Наоружање се састојало од једне митраљезе Вицкерс калибра 7,7 mm постављеног изнад горњег крила. На конкурсу је учетвовали три авиона а тестирање је обављено у току март-април 1919. године. После завршеног тестирања ловац Hispano Barron је проглашен побједничким кандидатом.

## Технички опис
Труп је био правоугаоног попречног пресека. Носећа конструкција трупа је била направљена од дрвета а рамови конструкције су диагонално затегнути жицама. Мотор је био обложен алуминијумским лимом а остали део трупа је обложен импрегнираним платном. У Трупу се налази један кокпит са свим потребним инструментима и уређајима за управљање авионом. Пилот је био заштићен ветробранским стаколом а имао је наслон за главу.
Авион је био опремљен V8-мо цилиндричним течношћу хлађеним мотором, Хиспано-Суиза 8Аа од 180 КС. На вратилу мотора је била причвршћена двокрака, вучна, дрвена елиса, непроменљивог корака. Хладњак мотора се налазио иза елисе а испред мотора.
Крила су била дрвене конструкције са две рамењаче, танког профила пресвучене платном. Крила су имала правоугаони облик а крилца за управљање авионом су се налазила само на горњим крилима. Са сваке стране су крила била повезана паром дрвених упорница и затегнута челичним жицама.
Репне површине код овог авиона су класичне, састоје се од вертикалног и хоризонталних стабилизатора на које су прикључени кормила правца и дубине. Сви ови елементи су направљени као и крило. Носећа конструкција је од дрвета а облога од импрегнираног ватроотпорног платна. Хоризонтални стабилизатори су са доње стране били упорницама ослоњени на труп авиона а са горње стране челичном жицом укрућене за вертикални стабилизатор
Стајни трап је био класичан, направљен као челична конструкција од заварених танкозидих цеви са фиксном осовином. Амортизација је била помоћу гумених каишева а на репном делу се налазила еластична дрвена дрљача

## Наоружање
| Наоружање авиона: Испано Барон |            |
| Ватрено (стрељачко) наоружање  |            |
| Топ                            |            |
| Митраљез                       |            |
| Број и ознака митраљеза        | 1 х Викерс |
| Калибар                        | 7,7        |
| Бомбардерско наоружање (бомбе) |            |
| Ракетно наоружање (ракете)     |            |

## Верзије
Авион Hispano Barron је као прототип направљен у једном приметку.

## Оперативно коришћење
Иако је на тестирању авион Хиспано Барон показао добре резултате није дошло до његове серијске производње јер није могао да истрпи притисак конкуренције. Наиме на тржишту је дошло до великих понуда англо-француских авиона из ратних резерви после првог светског рата тако да се АМЕ одлучила за набавку јефтиних а поузданих и проверених фрнцуских и енглеских авкиона.
Авион Хиспано Барон је користила фирма Хиспано побољшавајући га тако да је касније тестиран с мотором Хиспано-Суиза од 200 KS. Прича о овом авиону је завршена само на прототипу.

## Земље које су користиле авион
- Шпанија